# Primera División de Bolivia 1987
La LFPB 1987 fue un campeonato de fútbol correspondiente a la 11.ª temporada de la Liga de Fútbol Profesional Boliviano. El campeón Nacional fue Bolívar al ganar la Final del Campeonato, obteniendo su 5.º título en la Era Profesional de la Liga.

## Formato
Este es el campeonato ligero que más tarde comenzó (ya que por regla general hasta esa fecha los campeonatos debían comenzar en abril de esa gestión) y esto se debió a la organización que se tuvo en el país del Torneo Preolímpico Sub - 23 para los Juegos Olímpicos Seúl 88 en abril de aquel año, y la realización de la Copa América Argentina 87 en junio. Por lo que la Liga decidió apoyar a la selección nacional retrasando el inicio del torneo, el que recién comenzó el domingo 26 de julio de ese año. En este campeonato participaron inicialmente 15 equipos.
En esta temporada se decidió regresar al sistema jugado entre 1981 y 1985 con la incorporación de la "Finalísima" tal cual existió en la temporada 86. Por lo que la Temporada 87 consistió en un campeonato dividido en dos fases: Primera y Segunda, la Primera Fase se disputó bajo el sistema todos contra todos, donde los primeros ocho clasificaban a la siguiente fase, y el primero de ellos ganaba uno de los cupos para la Copa Libertadores de 1988 y el pase a la finalísima del campeonato. En tanto la Segunda Fase se disputó con los 8 equipos clasificados divididos en 2 grupos de 4 equipos en donde los 2 mejores ubicados de cada uno clasificaron a la etapa final de la fase, con rondas de semifinales y final. El ganador de esta fase conseguiría el otro cupo para la copa Libertadores y la clasificación a la Final del Campeonato. Esta final, que ya se disputó en la anterior gestión consta de la definición entre el ganador de la primera fase y el de la segunda, se disputarán partidos de ida y vuelta, en caso de empatar se definiría en un tercer partido para consagrar el campeón de la Temporada. En caso de que un solo equipo ganase las dos fases se proclamará campeón automáticamente,  y solo se definiría el subcampeonato entre los dos segundos de ambas fases.
Es también es una de las temporadas de mayor duración, habiendo terminado el 2 de junio del año 1988 (a similitud de los torneos apertura y clausura de las temporadas 2011 a 2016) y esto debido a factores internos y externos, uno de los factores más importantes que retrasó el torneo fue el abandono intempestivo de la liga del Club Municipal de Potosí entre la fecha 17 y 18 de la primera fase (mediados de noviembre), no sabiendo qué hacer se suspende la liga por dos semanas hasta que se llegue a un acuerdo sobre los partidos y puntos que ya se jugaron, lo que creó más desorden pues algunos partidos se seguían llevando a cabo. Luego de casi un mes recién se llega a un acuerdo y se reinicia el campeonato. Este abandono le costó a Potosí su plaza liguera y salvo a Universitario de Sucre del descenso directo (asumiendo obviamente el descenso de categoría el Club Municipal). Gracias a estos acuerdos no habrían en este campeonato descensos indirectos lo que causó más problemas con las asociaciones departamentales. Por lo que la Primera fase recién termina el 28 de febrero del año 1988 (más de siete meses en una sola fase).
La segunda fase comenzó el 7 de marzo de 1988, y como clasificaron los cuatro equipos paceños se decidió hacer los grupos de solo equipos paceños y solo cruceños más Petrolero de Cochabamba. Aun con esto el torneo se prolongó demasiado (el principal factor fue externo: la visita a Bolivia del papa Juan Pablo II) terminando recién el 15 de mayo.
La "Finalísima" se disputó el 22 y 30 de mayo, jugándose un tercer partido el jueves 2 de junio.

## Equipos y Estadios
| Equipo                 | Fundación                | Ciudad     | Estadio                 |
| ---------------------- | ------------------------ | ---------- | ----------------------- |
| Always Ready           | 13 de abril de 1933      | La Paz     | Simón Bolívar           |
| Aurora                 | 27 de mayo de 1935       | Cochabamba | Félix Capriles          |
| Blooming               | 1 de mayo de 1946        | Santa Cruz | Ramón Tahuichi Aguilera |
| Bolívar                | 12 de abril de 1925      | La Paz     | Simón Bolívar           |
| Ciclón                 | 21 de septiembre de 1951 | Tarija     | IV Centenario           |
| Deportivo Litoral      | 22 de marzo de 1932      | La Paz     | Hernando Siles          |
| Destroyers             | 14 de septiembre de 1948 | Santa Cruz | Ramón Tahuichi Aguilera |
| Municipal de Potosí    | Sin Datos                | Potosí     | Potosí                  |
| Oriente Petrolero      | 5 de noviembre de 1955   | Santa Cruz | Ramón Tahuichi Aguilera |
| Petrolero              | 16 de abril de 1950      | Cochabamba | Complejo Petrolero      |
| Real Santa Cruz        | 2 de mayo de 1962        | Santa Cruz | Ramón Tahuichi Aguilera |
| San José               | 19 de marzo de 1942      | Oruro      | Jesús Bermúdez          |
| The Strongest          | 8 de abril de 1908       | La Paz     | Hernando Siles          |
| Universitario de Sucre | 5 de abril de 1961       | Sucre      | Morro de Surapata       |
| Wilstermann            | 24 de noviembre de 1949  | Cochabamba | Félix Capriles          |

## Primera fase

### Tabla de posiciones
| Pos  | Equipo                 | Pts | PJ | PG | PE | PP | GF | GC | Dif |
| ---- | ---------------------- | --- | -- | -- | -- | -- | -- | -- | --- |
| 1.º  | Bolívar                | 38  | 26 | 18 | 2  | 6  | 60 | 24 | 36  |
| 2.º  | Oriente Petrolero      | 34  | 26 | 13 | 8  | 5  | 54 | 32 | 22  |
| 3.º  | Petrolero              | 32  | 26 | 12 | 8  | 6  | 37 | 30 | 7   |
| 4.º  | The Strongest          | 29  | 26 | 13 | 3  | 10 | 48 | 29 | 19  |
| 5.º  | Deportivo Litoral      | 28  | 26 | 11 | 6  | 9  | 42 | 37 | 5   |
| 6.º  | Destroyers             | 28  | 26 | 11 | 6  | 9  | 27 | 27 | 0   |
| 7.º  | Always Ready           | 26  | 26 | 7  | 12 | 7  | 26 | 23 | 3   |
| 8.º  | Blooming               | 25  | 26 | 10 | 5  | 11 | 29 | 26 | 3   |
| 9.º  | Wilstermann            | 24  | 26 | 8  | 8  | 10 | 28 | 27 | 1   |
| 10.º | Real Santa Cruz        | 23  | 26 | 9  | 5  | 12 | 30 | 33 | -3  |
| 11.º | San José               | 19  | 26 | 9  | 3  | 14 | 26 | 57 | -31 |
| 12.º | Aurora                 | 19  | 26 | 7  | 5  | 14 | 32 | 47 | -15 |
| 13.º | Ciclón                 | 19  | 26 | 7  | 5  | 14 | 26 | 45 | -19 |
| 14.º | Universitario de Sucre | 18  | 26 | 5  | 8  | 13 | 18 | 46 | -28 |
| 15.º | Municipal de Potosí    | **  | 17 |    |    |    |    |    |     |

Pts = Puntos; PJ = Partidos Jugados; G = Partidos Ganados; E = Partidos Empatados; P = Partidos Perdidos; GF = Goles Anotados; GC = Goles Recibidos; Dif = Diferencia de gol
|  | Ganador de la Primera Fase y clasificado a la Final del Campeonato. |
|  | Clasificados a la Segunda Fase                                      |

- El Club Municipal de Potosí al abandonar la Liga en medio campeonato asumió el descenso directo.

## Segunda fase

### Cuadrangulares de Grupo

#### Grupo A
| Pos | Equipo            | Pts | PJ | G | E | P | GF | GC | Dif |
| --- | ----------------- | --- | -- | - | - | - | -- | -- | --- |
| 1.º | The Strongest     | 8   | 6  | 2 | 4 | 0 | 7  | 5  | 2   |
| 2.º | Deportivo Litoral | 7   | 6  | 2 | 3 | 1 | 6  | 4  | 2   |
| 3.º | Bolívar           | 7   | 6  | 2 | 3 | 1 | 6  | 5  | 1   |
| 4.º | Always Ready      | 2   | 6  | 0 | 2 | 4 | 1  | 6  | -5  |

Pts = Puntos; PJ = Partidos Jugados; G = Partidos Ganados; E = Partidos Empatados; P = Partidos Perdidos; GF = Goles Anotados; GC = Goles Recibidos; Dif = Diferencia de gol

#### Grupo B
| Pos | Equipo            | Pts | PJ | G | E | P | GF | GC | Dif |
| --- | ----------------- | --- | -- | - | - | - | -- | -- | --- |
| 1.º | Destroyers        | 8   | 6  | 3 | 2 | 1 | 12 | 9  | 3   |
| 2.º | Oriente Petrolero | 6   | 6  | 2 | 2 | 2 | 15 | 14 | 1   |
| 3.º | Blooming          | 5   | 6  | 2 | 1 | 3 | 11 | 13 | -2  |
| 4.º | Petrolero         | 5   | 6  | 1 | 3 | 2 | 9  | 11 | -2  |

Pts = Puntos; PJ = Partidos Jugados; G = Partidos Ganados; E = Partidos Empatados; P = Partidos Perdidos; GF = Goles Anotados; GC = Goles Recibidos; Dif = Diferencia de gol

### Ronda de Definición
|  | Semifinales           | Semifinales           | Semifinales           |   |            | Final               | Final               | Final               |  |
|  | Del 17 al 24 de abril | Del 17 al 24 de abril | Del 17 al 24 de abril |   |            | Del 1 al 15 de mayo | Del 1 al 15 de mayo | Del 1 al 15 de mayo |  |
|  |                       |                       |                       |   |            |                     |                     |                     |  |
|  |                       |                       |                       |   |            |                     |                     |                     |  |
|  | The Strongest         | 2                     | 1                     |   |            |                     |                     |                     |  |
|  | The Strongest         | 2                     | 1                     |   |            |                     |                     |                     |  |
|  | Oriente Petrolero     | 1                     | 3                     |   |            |                     |                     |                     |  |
|  | Oriente Petrolero     | 1                     | 3                     |   | Destroyers | 1                   | 1                   |                     |  |
|  |                       |                       |                       |   | Destroyers | 1                   | 1                   |                     |  |
|  |                       |                       | Oriente Petrolero***  | 1 | 3          |                     |                     |                     |  |
|  | Destroyers            | 1                     | Oriente Petrolero***  | 1 | 3          | 1                   |                     |                     |  |
|  | Destroyers            | 1                     |                       |   |            | 1                   |                     |                     |  |
|  | Deportivo Litoral     | 0                     | 1                     |   |            |                     |                     |                     |  |
|  | Deportivo Litoral     | 0                     | 1                     |   |            |                     |                     |                     |  |
|  |                       |                       |                       |   |            |                     |                     |                     |  |

En cada llave, el equipo ubicado en la primera línea es el que ejerce la localía en el partido de ida.
| *** | Ganador de la Segunda Fase y clasificado a la Final del Campeonato. |

## Final del Campeonato
La disputaron Bolívar como ganador de la primera fase y Oriente Petrolero tras ganar la segunda fase, los partidos fueron ida y vuelta, al empatar en puntos definieron al campeón en un tercer partido en sede neutral.
| 22 de mayo de 1988 | Bolívar                                                                                  | 6:0 (1:0) | Oriente Petrolero | Estadio Hernando Siles, La Paz |                             |
|                    | Luis Takeo 16' 56' · Luis Fernando Salinas 60' 77' · Carlos Borja 71' · Jorge Hirano 86' |           |                   | Árbitro(s): Tito Villarreal    | Árbitro(s): Tito Villarreal |

| 29 de mayo de 1988 | Oriente Petrolero                                          | 3:0 (2:0) | Bolívar | Estadio Ramón Tahuichi Aguilera, Santa Cruz de la Sierra |                             |
|                    | Célio Alves 17' · Claudio Chena 44' · Roberto Brunetto 68' |           |         | Árbitro(s): Jorge Antequera                              | Árbitro(s): Jorge Antequera |

### Definitorio
| 2 de junio de 1988 | Bolívar                                                   | 5:2 (1:0) | Oriente Petrolero                        | Estadio Félix Capriles, Cochabamba |                            |
|                    | Luis Fernando Salinas 4' 49' 56' 90' · Jesús Reynaldo 59' |           | 68' Célio Alves · 80' Víctor Hugo Antelo | Árbitro(s): Armando Aliaga         | Árbitro(s): Armando Aliaga |

## Campeón
|                                                                      |
| LFPB 1987 Bolívar 5.º Título Liguero 11.º Título de Primera División |